# Charles Wolf
Charles Joseph Étienne Wolf (Vorges, 9 novembre 1827 – Parigi, 4 luglio 1918) è stato un astronomo francese.
Nel 1862 Urbain Le Verrier gli offrì un posto da assistente presso l'osservatorio di Parigi. Fu eletto membro dell'Académie des sciences nel 1883, di cui divenne presidente nel 1898. Venne poi nominato associato della Royal Astronomical Society nel 1874.
Nel 1867 scoprì, assieme a Georges Rayet, una nuova tipologia di stelle che prese dai due astronomi il nome di stelle di Wolf-Rayet.